# Château de Franois
Le château de Franois est un château de style classique du XVIIIe siècle situé à Franois, dans le département du Doubs, à 10 km à l'ouest de Besançon.
Il fait l’objet d’une inscription au titre des monuments historiques depuis le 4 décembre 2002.

## Historique
Le château de Franois a été construit en 1774 à côté de l'église de Franois (qui sera construite en 1829), par le chapitre de Saint-Vincent à titre de presbytère de chanoines. Il est entouré d'un parc boisé et d'un domaine de 4 hectares ceinturé d'une muraille et de tourelles.
Une inscription latine est inscrite sur la façade sur la rue :
- « Virgineam puram Dum transis ante figuram Praetereundo cave Ne sileatur ave » 
(« Si le nom de Marie En ton cœur est gravé En passant ne t'oublie De lui dire un ave »)

Le château est vendu par le chapitre en 1787 juste avant la Révolution française. Les curés de la paroisse voisine de Serre y logèrent jusqu'en l'An II de la République (1794).
Au début du XIXe siècle il est acheté par le comte Léonce de Liniers (comté de Liniers) et appartient toujours à sa famille. Le château est privé et non ouvert au tourisme.

## Architecture
Le logis construit dans le style Classique du XVIIIe siècle a été réaménagé au début du XXe siècle. Il présente des plafonds à la française.

## Jardin
Le château de Franois est entouré sur trois façades de parterres de topiaires. Il possède un jardin clos avec un pigeonnier et un puits dans un angle. Les vestiges du mur du jardin clos et ses tours sont inscrits monument historique.